# Polverigi
Polverigi är en ort och kommun i provinsen Ancona i regionen Marche i Italien. Kommunen hade 4 552 invånare (2018).